# Rhoipteleaceae
Rhoipteleaceae es una familia de plantas dicotiledóneas que comprende una sola especie Rhoiptelea sinensis, con un  único género Rhoiptelea. Es nativa del sudoeste de China y norte de Vietnam donde vive en alturas de 700-1600 m s. n. m. en áreas montañosas.

## Descripción
Los árboles que alcanzan los 17 metros de altura y un tronco de 40 cm de diámetro, son polinizados por el viento y las flores se producen en panículas que alcanzan los 32 cm de longitud con parecido a una "cola de caballo". Su fruto es una pequeña nuez con alas redondeadas. Sus hojas son pinnadas.

## Taxonomía
Rhoiptelea sinensis fue descrita por Diels & Hand.-Mazz. y publicado en Repertorium Specierum Novarum Regni Vegetabilis 30(791–798): 77–79, pl. 127 & 128, en el año 1932.